# 4068 Menestheus
4068 Menestheus (1973 SW) là một Tiểu hành tinh loại trojan Sao Mộc được phát hiện ngày 19 tháng 9 năm 1973 bởi Cornelis Johannes van Houten, Ingrid van Houten-Groeneveld và Tom Gehrels ở Đài thiên văn Palomar.